# Jotti da Badia Polesine
Jotti da Badia Polesine, pseudonimo del conte Eligio Donato Jotti-Neri (Badia Polesine, 1895 – ...), è stato uno scrittore e giornalista italiano.

## Carriera
Durante la sua vita fece studi storici sull'Andreani, sul Cagnola, su Padre Francesco Lana de Terzi, su Landriani, Veneziani e sul mongolfierista francese François Arban (documentandone le ascensioni in Italia).
Le ricerche sugli argomenti tecnici aeronautici lo resero noto nel mondo accademico e collaborò a riviste aeronautiche, fu redattore capo della "Rivista Aeronautica", e de "L'Ala d'Italia".
Fu membro di varie accademie e partecipò a due congressi internazionali di aeronautica.
Nel 1924 scrisse il libro "Il Detective Visco Gilardi", dedicato al celebre Investigatore Privato Italiano Giuseppe Visco Gilardi.
Nel 1927 cominciò a scrivere una completa enciclopedia aeronautica, unica nel suo genere per l'epoca, soprattutto in Italia, per questo motivo diede vita alla più completa biblioteca specializzata nel mondo.
Scomparve poco dopo l'uscita di Combattenti al volante.

## Prima guerra mondiale
Durante il primo conflitto Mondiale, Il conte Jotti-Neri combatté in prima linea, prima come ufficiale di fanteria e poi negli arditi. Al termine del conflitto mondiale aderì ai fasci di combattimento e divenne direttore dell'Annuario dell'Aeronautica Italiana.
Nel 1936 scrisse il libro "La Guerra dei Gas Asfissianti"  che fu promosso dall'Unione nazionale protezione Antiaerea.

Negli anni venne riconosciuto come brillante scrittore, apprezzato in ambito di stampa aeronautica, racconti di avventure e studi su Leonardo, il codice atlantico e le sue osservazioni sul volo.

## Opere
- Leonardo e L'automobile, Editore L'auto, Milano, 1939
- Annuario dell'Aeronautica Italiana, Milano, Libreria Aeronautica, 1934
- La Guerra dei gas asfissianti, ed. Aurora, Milano, 1936
- Il detective Visco Gilardi, Pollicinium Milano, 1924
- La tragica avventura di Andrée, ed. Tedeschi, 1930
- Critica alla Spedizione Nobile. Precede uno studio storico sui tentativi aeronautici di esplorazione polare, Libreria aeronautica, Milano, 1930
- Combattenti al volante. Pubblicazione commemorativa dell'automobilismo militare, 1941
- Le ali del ventennio. L'aviazione Italiana dal 1923 al 1945. Bilanci storici e prospettive di giudizio, pag. 32. Massimo Ferrari, Ed. Franco Angeli.